# توشييا تاناكا
توشييا تاناكا (باليابانية: 田中 俊也) (12 نوفمبر 1984 في كانازاوا في اليابان – )؛ هو لاعب كرة قدم ياباني سابق كان يلعب كمهاجم.

## وصلات خارجية
- توشييا تاناكا على موقع رابطة كرة القدم اليابانية للمحترفين (اليابانية)
- توشييا تاناكا على موقع Soccerway.com (الإنجليزية)
- توشييا تاناكا على موقع عالم كرة القدم.نت (الإنجليزية)